# Morella nana
Morella nana là một loài thực vật có hoa trong họ Myricaceae. Loài này được (A. Chev.) J.Herb. mô tả khoa học đầu tiên năm 2005.